# 황방촌 영정
황방촌 영정(黃厖村 影幀) 또는 황희 초상은 방촌 황희(1363년∼1452년)의 초상화이다. 1884년에 조선 말기의 초상화가 채용신(1850년~1941년)이 그렸고, 대한민국 전북특별자치도 진안군, 화산서원에 있다. 1987년 4월 28일 전라북도의 유형문화재 제129호로 지정되었다.

## 개요
화산서원에 모셔둔 방촌 황희(1363∼1452) 선생의 초상화이다.
황희는 조선 전기의 재상으로 내외 관직을 두루 거치면서 조선 개국 초기의 문물과 제도의 정비에 힘썼다.
이 초상화는 경북 상주의 옥동서원에 소장되어 온 것을 헌종 10년(1844)에 옮겨 그린 것으로, 선생의 온유한 인품과는 다르게 오히려 엄숙하고 근엄한 모습을 보이고 있다. 가로 54cm, 세로 80cm의 크기로, 비단 바탕에 채색하였으며, 원본 이상으로 우아한 느낌을 주어 국가 표준 영정으로 지정된 바 있다.
상주 옥동서원의 초상화는 선생이 62세 되던 해에 그린 것으로, 이를 옮겨 그린 그림이 5점 정도 있었으나 전란 중에 모두 소실되고, 노덕서원과 파주영당에 모사본이 전해오고 있는데 그 중에도 이 화산서원의 초상화가 가장 우수한 작품으로 평가되고 있다.
홍여하가 이 초상화를 보고 선생의 인품에 대해 적어 놓은 글이 있는데, 다음과 같다.
평소 집에 있을 때는 그저 온화하여 어린 종들이 몰려들어 수염을 잡아당기며 안아달라고 조르거나 먹을 것을 내라고 조르기를 마치 제 부모에게 하듯 해도 내버려두지만 관복 차림에 홀을 꽂고 묘당에 나서면 조정이 숙연하였다. 비유컨대, 용이 못 속에 숨어 있을 때에는 자라나 도마뱀 따위의 업신여김을 받지만 한번 변화하면 비바람과 벼락을 일으켜 천지를 진동시키는 것과 같다.'

## 같이 보기
- 황희
- 진안 화산서원

## 참고 자료
- 황방촌영정 - 국가유산청 국가유산포털